# Бати Дивизен
Бати Дивизен (фр. Bâtie-Divisin) насеље је и општина у источној Француској у региону Рона-Алпи, у департману Изер која припада префектури La Tour-du-Pin.
По подацима из 2011. године у општини је живело 895 становника, а густина насељености је износила 85,16 становника/km². Општина се простире на површини од 10,51 km². Налази се на средњој надморској висини од 519 метара (максималној 615 m, а минималној 360 m).

## Демографија
| 1962. | 1968. | 1975. | 1982. | 1990. | 1999. | 2011. |
| ----- | ----- | ----- | ----- | ----- | ----- | ----- |
| 529   | 546   | 560   | 589   | 685   | 802   | 895   |

График промене броја становника у току последњих година